# 하이안군
하이안군(베트남어: Quận Hải An / 郡海安)은 홍강 삼각주 지방 하이퐁 시의 군이다. 2002년 12월 20일에 설립되었다.

## 행정 구역
하이안군은 8개의 방(坊)으로 구성되어 있다.
- 깟비 (Cát Bi / 葛陂)
- 동하이1 (Đông Hải 1 / 東海1)
- 동하이2 (Đông Hải 2 / 東海2)
- 당하이 (Đằng Hải / 藤海)
- 당럼 (Đằng Lâm / 藤林)
- 남하이 (Nam Hải / 南海)
- 타인토 (Thành Tô / 成蘇)
- 짱깟 (Tràng Cát / 長葛)

## 교통
또한 이곳은 껌강과 락짜이강의 수로로 둘러쌓여 있으며, 남찌에우 강 어귀는 통킹만으로 흘러들어간다.
닌빈-하이퐁-꽝닌 고속도로 프로젝트가 통과하는 곳이다. 하노이와 하이퐁을 연결하는 5번 국도가 통과하는 지역이다.